# Letter to a Pig
Letter to a Pig is een Frans-Israëlische korte animatiefilm uit 2022, geregisseerd en geschreven door Tal Kantor. 

## Verhaal
Een overlevende van de Holocaust leest een brief voor die hij heeft geschreven aan het varken dat zijn leven heeft gered. Een jong schoolmeisje hoort zijn getuigenis in de klas en zakt weg in een verdraaide droom waarin ze geconfronteerd wordt met vragen over identiteit, collectief trauma en de uitersten van menselijke aard.

## Release en ontvangst
De film ging op 28 april 2022 in première op het Internationaal filmfestival van San Francisco. Hij won de Ophir 2022 voor beste korte film en kwam op de shortlist voor de Césars. In 2024 ontving hij een Oscarnominatie voor Beste korte animatiefilm.

## Prijzen en nominaties
De belangrijkste:
| Jaar | Prijs                       | Categorie                | Genomineerde(n)          | Uitslag     |
| ---- | --------------------------- | ------------------------ | ------------------------ | ----------- |
| 2024 | Academy Awards              | Beste korte animatiefilm | Beste korte animatiefilm | Genomineerd |
| 2023 | Israëlische Ophir-filmprijs | Beste korte animatiefilm | Beste korte animatiefilm | Gewonnen    |